# Courbes
Courbes település Franciaországban, Aisne megyében. Lakosainak száma 39 fő (2022. január 1.). Courbes Anguilcourt-le-Sart, Monceau-lès-Leups, Nouvion-et-Catillon, Nouvion-le-Comte és Versigny községekkel határos.

## Népesség
A település népességének változása:
| Lakosok száma | 42   | 33   | 40   | 35   | 34   | 30   | 31   | 32   | 34   | 39   |
|               | 1968 | 1982 | 1990 | 2006 | 2011 | 2016 | 2017 | 2019 | 2020 | 2022 |